# Вігна китайська
{{#ifeq:0|0|{{#if:|{{#if:Vignaunguiculata|[[]}}|}}}}
Вігна китайська, маш китайський, також коров'ячий горох, довгі боби (Vigna unguiculata, Vigna unguiculata subsp. sesquipedalis, Vigna unguiculata unguiculata, Vigna unguiculata subsp. cylindrica) — сільськогосподарська рослина родини бобові (Fabaceae). У південних регіонах України відома під назвою «лагута».

## Будова
Рослина має численні сорти, які дуже різняться за морфологічними ознаками. Вігна китайська однорічна витка рослина, кущової або напівкущової форми. Виткі сорти виростають до 5 м у висоту. Плоди вузькі видовжені (до 1 м) боби світлого кольору з невеликим насінням всередині.

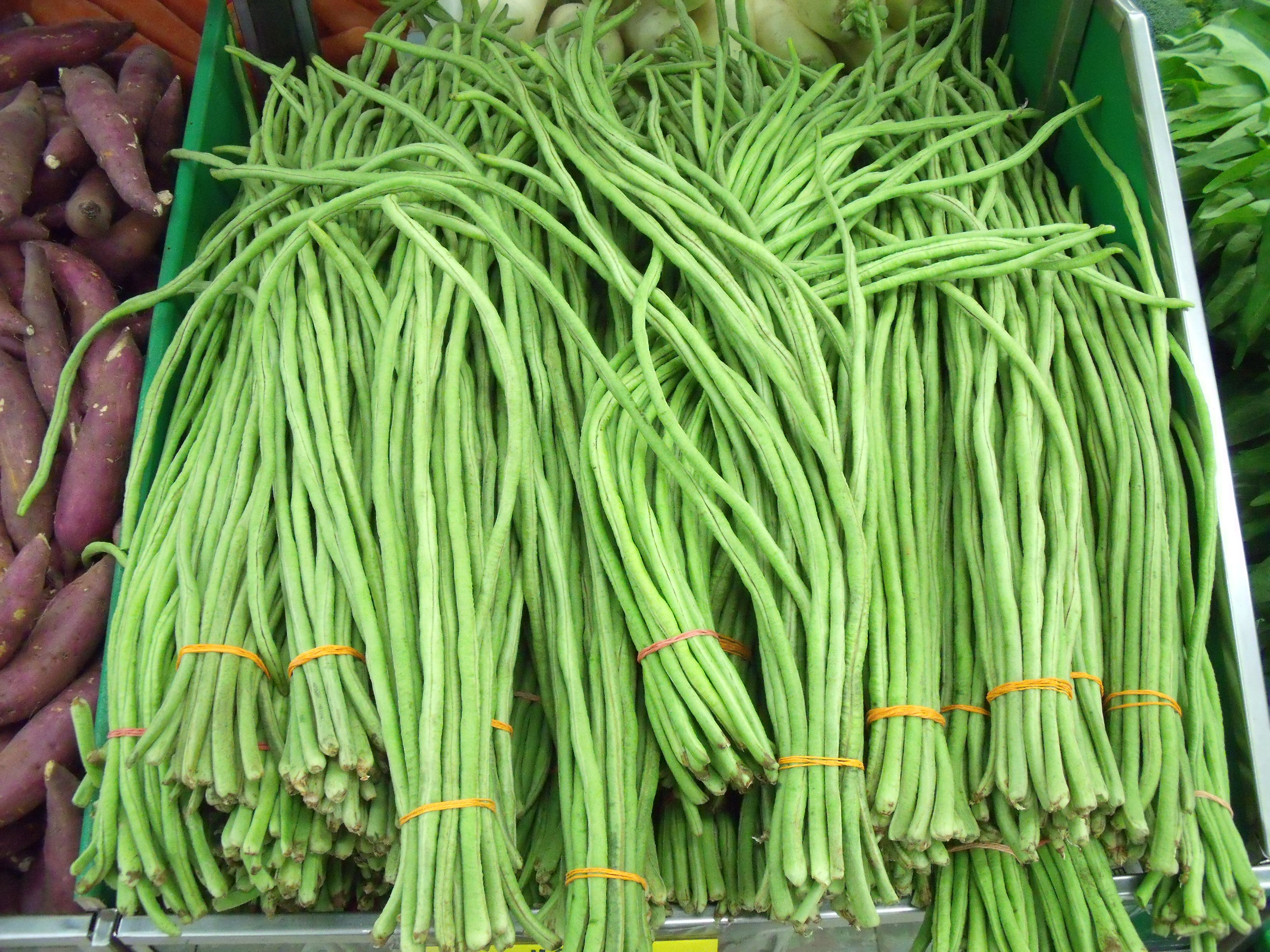
Стручки вігни на розкладці у Сингапурі

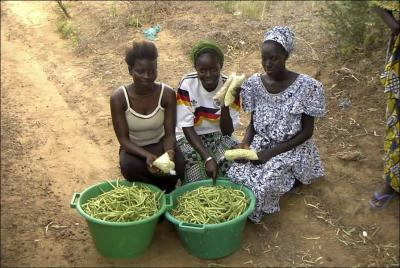
Торговці стручками вігни у Сенегалі

## Поширення та середовище існування
Згідно з археологічними дослідженнями коров'ячий горох походить з Західної Африки. Приблизно у 2300 роках до н. е. коров'ячий горох потрапив у Південно-східну Азію. Перші письмові згадки датуються 300 р. до н. е.. В Америку потрапив разом з рабами у XVII—XIX ст.

## Практичне використання
Їсти можна горошини, зелені молоді боби і листки. Слугує важливим джерелом поживних речовин серед бідних верств населення у країнах Азії. Зелені молоді боби сортів Vigna unguiculata subsp. sesquipedalis їдять сирими, або смажать. Надзвичайно популярний овоч у Таїланді, де його часто подають на стіл окремо від інших страв безкоштовно за замовченням.

### Виробництво коров'ячого гороху
У світі виробляють 2.27 мільйонів тонн з яких Нігерія виробляє 850000 тонн (2002 р).

### Поживність
Згідно з інформацією USDA у листках коров'ячого гороху міститься найвища кількість білків серед усіх овочів. Харчова цінність на 100 g:
- Калорії (кал) 115
- Ліпіди 0,5 g
- Насичені жирні кислоти 0,1 g
- Поліненасичені жирні кислоти 0,2 g
- Мононенасичені жирні кислоти 0 g
- Холестерин 0 mg
- Натрій 4 mg
- Калій 278 mg
- Вуглеводи 21 g
- Харчові волокна 7 g
- Цукор 3,3 g
- Білки 8 g
- Вітамін A 15 IU
- Вітамін C 0,4 mg
- Кальцій 24 mg
- Залізо 2,5 mg
- Вітамін D 0 IU
- Вітамін B6 0,1 mg
- Вітамін B12 0 µg
- Магній 53 mg

|       |  |  |  |  |
| Вігна |  |  |  |  |

## Див.також
- Вігна